# دنی ساوال
دنی ساوال (به انگلیسی: Dany Saval) (زاده ۵ ژانویه ۱۹۴۲) بازیگر فرانسوی است.
از فیلم‌های معروف او می‌توان به فیلم‌های متقلبین و انجام شدنیه رفیق اشاره کرد.